# Большая Курильская гряда
Больша́я Кури́льская гряда́ — вулканические острова в Тихом океане, основная группа Курильских островов. Только крайний северный о. Шумшу имеет невулканическое происхождение, хотя и покрыт толстым слоем пепла соседних курильских и камчатских вулканов. Протяжённость около 1200 км, что примерно соответствует расстоянию от Москвы до Новороссийска (по прямой). Общая площадь около 10,1 тыс. км². Административно входит в состав Сахалинской области России. Кунашир и Итуруп оспариваются Японией. Бо́льшая часть островов гориста. Наивысшая точка — вулкан Алаид (2339 м). Разделена на 3 части проливами Крузенштерна и Буссоль с точки зрения научного исследования (Северные, Средние и часть Южных Курил), а  проливами Дианы и Екатерины — с точки зрения административно-территориального деления (Северо-Курильский район, Курильский район, часть Южно-Курильского района). К югу от Большой Курильской гряды, отделенная от неё Южно-Курильским проливом, параллельно острову Кунашир расположена Малая Курильская гряда (остальная часть Южных Курил и Южно-Курильского района соответственно).

## География и геология
Представляют собой вулканическую островную дугу, простирающуюся на 1900 км от Хоккайдо на юге до Камчатки на севере, выгнутую в сторону Тихого океана. При этом параллельная ей Малая Курильская гряда с подводным тектоническим продолжением до Камчатки в виде хребта Витязь образуют внешнюю, невулканическую дугу, повторяющую её обводы.
В Большой Курильской гряде могут быть выделены главная и западная зоны. Острова западной зоны (Алаид, Ширинки, Маканруши, скалы Авось, Экарма, Чиринкотан и Броутона) имеют особенности подводной складчатости, и петрохимический состав слагающих их лав отличается от состава островов главной зоны Большой вулканической дуги.
Двадцать три из 28 курильских проливов проходят между (либо рядом с) островами Большой Курильской гряды:
- Первый Курильский пролив — между Курилами и Камчаткой
- Второй Курильский пролив
- Алаид (пролив) — между главной и западной зоной
- Пролив Лужина (Третий Курильский) — между главной и западной зоной
- Четвёртый Курильский пролив
- Пролив Евреинова — между главной и западной зоной
- Пролив Креницына
- Пролив Севергина
- Экарма (пролив) — между главной и западной зоной
- Пролив Крузенштерна
- Пролив Головнина
- Пролив Надежды
- Пролив Среднего
- Пролив Рикорда
- Пролив Дианы
- Буссоль (пролив)
- Пролив Сноу (Быстрый)
- Уруп (пролив)
- Пролив Фриза
- Пролив Екатерины
- Кунаширский пролив — между Курильскими и Японскими островами
- Пролив Измены — между Курильскими и Японскими островами
- Южно-Курильский пролив — с восточной стороны южной части гряды (о. Кунашир) и с западной стороны от Малых Курил

## Классификация
В научной литературе Большая гряда традиционно делится на Северные, Средние и Южные Курилы, имеющие особенности в климате, геологии, флоре и фауне. В общем и целом, сейсмическая картина в Большой гряде усложняется при движении с севера на юг. Сухопутные флора и фауна отличаются наибольшим богатством на Южных Курилах. Часть Южных Курил, как и часть Северных, в период максимальной регрессии мирового океана соединялась с Евразийским материком, откуда на острова пришли континентальные виды. Флора Северных Курил имеет субарктические и альпийские черты, на Средних Курилах она в основе своей бореальна, а на Южных имеет неморальный характер с вкраплением ряда субтропических видов. Поскольку Средние Курилы с материком не взаимодействовали, они отличаются беднейшей наземной флорой и фауной. На Средних и Северных Курилах относительно небогатый сухопутный видовой состав диссонирует с богатым околоводным миром.

## Список островов
Список островов Большой Курильской гряды в направлении с севера на юг площадью более 1 км².
| Название                        | Площадь, км² | Максимальная высота, м | Широта | Долгота |
| ------------------------------- | ------------ | ---------------------- | ------ | ------- |
| Северная группа                 |              |                        |        |         |
| Атласова с «побочным» островком | 150          | 2339                   | 50°52' | 155°34' |
| Шумшу                           | 388          | 189                    | 50°45' | 156°21' |
| Парамушир                       | 2053         | 1816                   | 50°23' | 155°41' |
| Анциферова                      | 7            | 747                    | 50°12' | 154°59' |
| Маканруши                       | 49           | 1169                   | 49°46' | 154°26' |
| Онекотан                        | 425          | 1324                   | 49°27' | 154°46' |
| Харимкотан                      | 68           | 1157                   | 49°07' | 154°32' |
| Чиринкотан                      | 6            | 724                    | 48°59' | 153°29' |
| Экарма                          | 30           | 1170                   | 48°57' | 153°57' |
| Шиашкотан                       | 122          | 934                    | 48°49' | 154°06' |
| Средняя группа                  |              |                        |        |         |
| Райкоке                         | 4,6          | 551                    | 48°17' | 153°15' |
| Матуа                           | 52           | 1446                   | 48°05' | 153°13' |
| Расшуа                          | 67           | 948                    | 47°45' | 153°01' |
| о-ва Ушишир                     | 5            | 388                    | —      | —       |
| Рыпонкича                       | 1,3          | 121                    | 47°32' | 152°50' |
| Янкича                          | 3,7          | 388                    | 47°31' | 152°49' |
| Кетой                           | 73           | 1166                   | 47°20' | 152°31' |
| Симушир                         | 353          | 1539                   | 46°58' | 152°00' |
| Броутона                        | 7            | 800                    | 46°43' | 150°44' |
| о-ва Чёрные Братья              | 37           | 749                    | —      | —       |
| Чирпой                          | 21           | 691                    | 46°30' | 150°55' |
| Брат-Чирпоев                    | 16           | 749                    | 46°28' | 150°50' |
| Южная группа                    |              |                        |        |         |
| Уруп с «побочными» островками   | 1450         | 1426                   | 45°54' | 149°59' |
| Итуруп                          | 3200         | 1634                   | 45°00' | 147°53' |
| Кунашир                         | 1490         | 1819                   | 44°05' | 145°59' |